# Kursächsische Distanzsäule Altenberg, Ortsteil Bärenstein

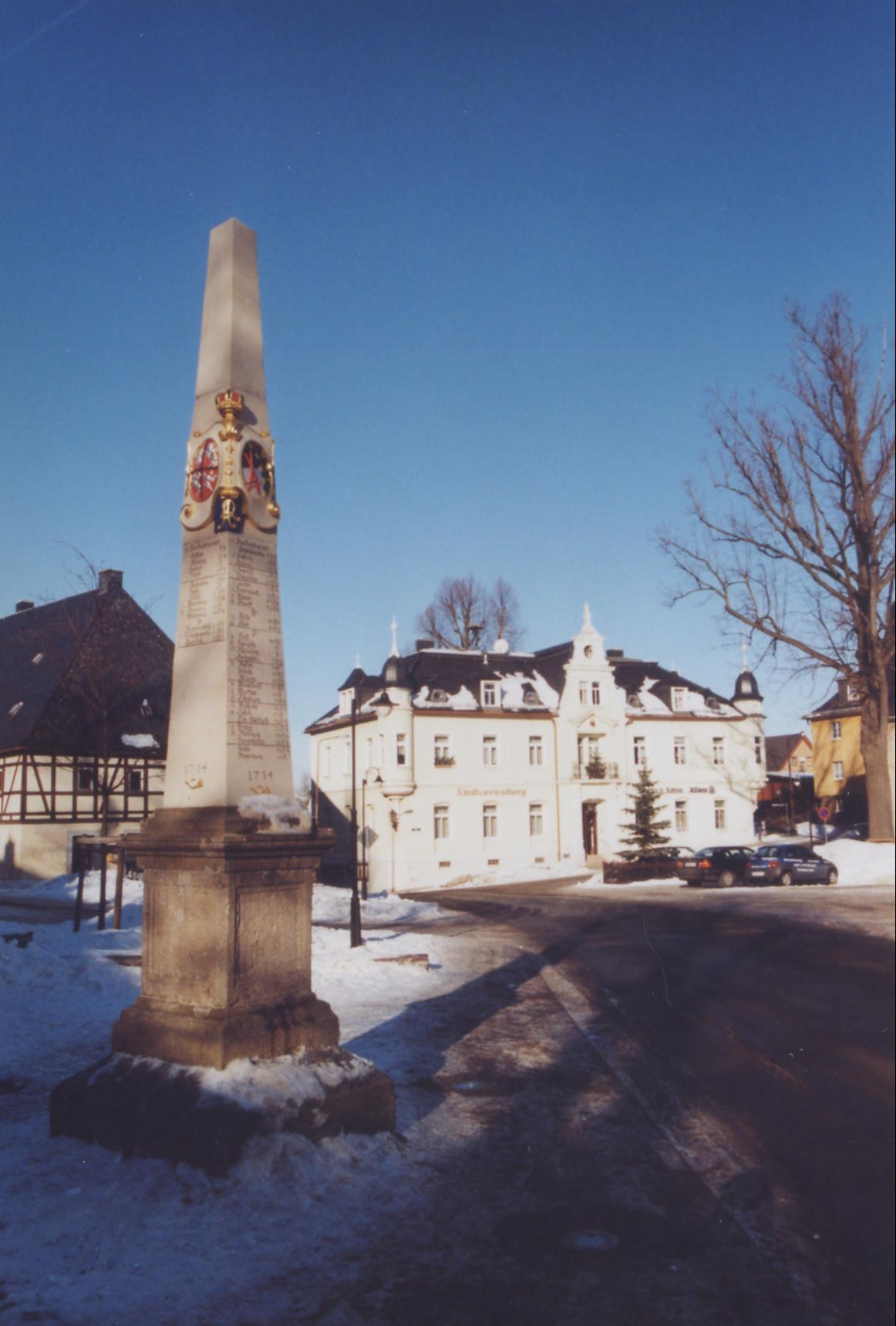
Distanzsäule am Markt

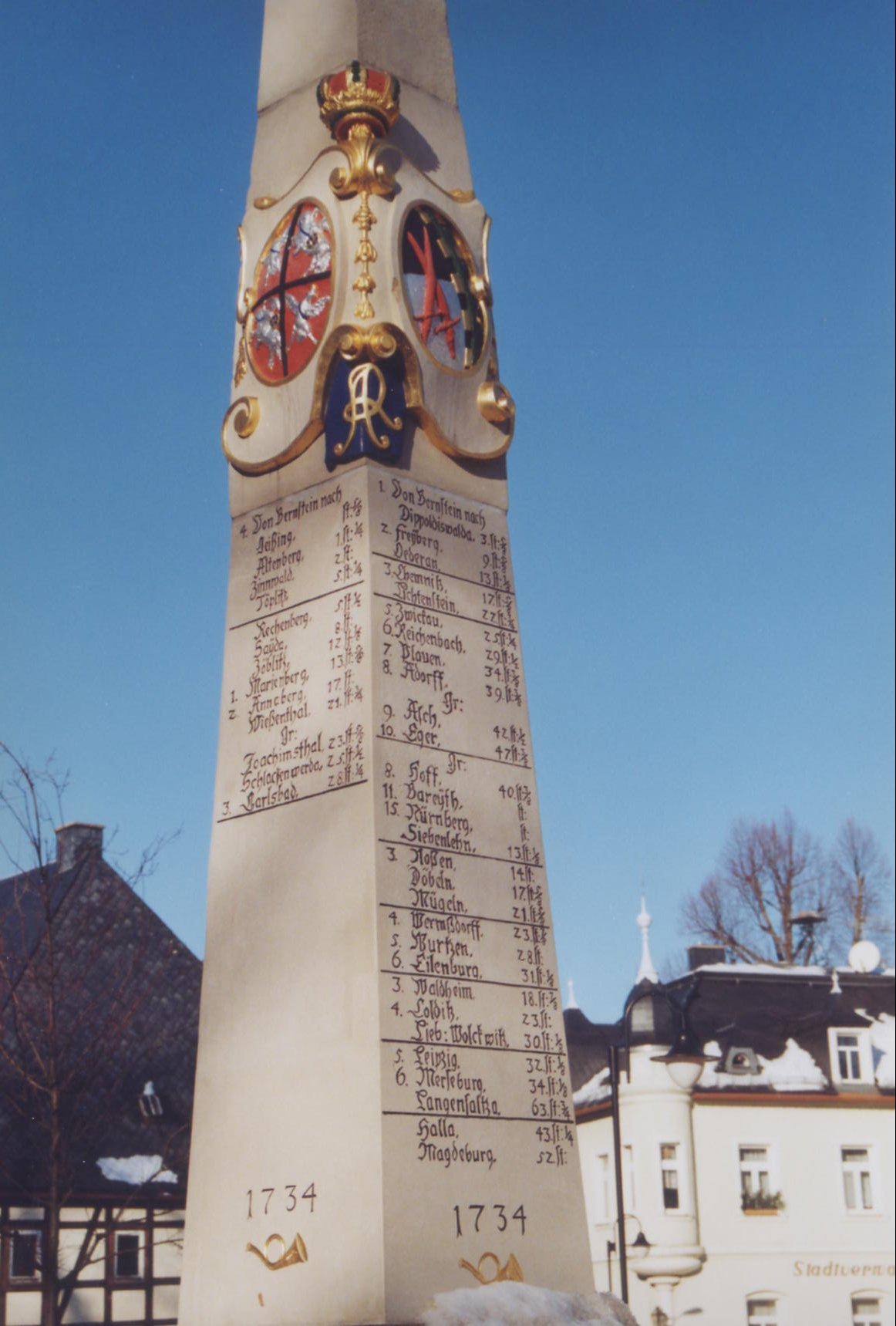
Wappenteil und Schriftblock

Die denkmalgeschützte kursächsische Distanzsäule Bärenstein gehört zu den Postmeilensäulen, die im Auftrag des Kurfürsten Friedrich August I. von Sachsen durch den Land- und Grenzkommissar Adam Friedrich Zürner in der 1. Hälfte des 18. Jahrhunderts im Kurfürstentum Sachsen errichtet worden sind. Sie befindet sich auf dem Markt, Ecke Hauptstraße im Ortsteil Bärenstein der osterzgebirgischen Stadt Altenberg im Landkreis Sächsische Schweiz-Osterzgebirge.

## Geschichte
Die Säule wurde 1734 auf dem Marktplatz errichtet. Sie besteht aus Elbsandstein. 1934 und 1982 sowie 2002 erfolgten konservierende Restaurierungen. Bis auf die Spitze ist die Säule auch nach der letzten Restaurierung noch im Original am Originalstandort auf dem niemals abgebauten Sockel mit Fundament erhalten, was nahezu einmalig ist.

## Aufbau
Die Distanzsäule besteht aus sieben Teilen. Sockel, Postament und Postamentbekrönung bilden den Unterbau. Der Oberbau besteht aus Zwischenplatte, Schaft, Wappenstück und Spitze.